# ألي غونزاليس
ألي غونزاليس (بالإسبانية: Aly González) هو لاعب كرة قاعدة فنزويلي، ولد في 9 فبراير 1991 في بونتو فيخو ‏ في فنزويلا.

## وصلات خارجية
- ألي غونزاليس على موقعبيزبول رفرنس.كوم (الدوري الثانوي) (الإنجليزية)